# Hervé Gaschignard
Hervé Gaschignard (ur. 14 czerwca 1959 w Saint-Nazaire) – francuski duchowny katolicki, w latach 2012–2017 biskup diecezjalny Aire i Dax.

## Życiorys

### Prezbiterat
Święcenia kapłańskie otrzymał 1 lipca 1989 i został inkardynowany do diecezji Nantes. Był m.in. wychowawcą II i III roczników seminarium diecezjalnego, delegatem biskupim ds. ekumenizmu oraz proboszczem w Guérande.

### Episkopat
30 października 2007 papież Benedykt XVI mianował go biskupem pomocniczym archidiecezji Tuluzy, ze stolicą tytularną Bisuldino. Sakry biskupiej udzielił mu 6 stycznia 2008 arcybiskup Tuluzy - Robert Le Gall. 24 stycznia 2012 został przeniesiony na urząd biskupa diecezjalnego Aire i Dax. Jego ingres odbył się 11 marca 2012.
6 kwietnia 2017 papież Franciszek przyjął jego rezygnację z pełnionego urzędu.